# Eforie
Eforie là một thị xã thuộc hạt Constanța, România. Dân số thời điểm năm 2002 là 9482 người.